# Supernatural (5.ª temporada)
A quinta temporada de Supernatural, uma série de televisão americana de fantasia e terror criada por Eric Kripke, estreou no dia 10 de setembro de 2009 na The CW e terminou em 13 de maio de 2010, sendo composta por 22 episódios. A temporada gira em torno dos irmãos Sam (Jared Padalecki) e Dean Winchester (Jensen Ackles) na luta para deter Lúcifer e salvar o mundo do Apocalipse. Ao longo da temporada, enquanto Castiel (Misha Collins) procura Deus, os Winchester combatem tanto anjos quanto demônios enquanto lutam seus destinos de se tornarem os receptáculos de Lúcifer e Miguel, respectivamente. Após a conclusão desta temporada, Kripke deixou o cargo de showrunner da série. A temporada foi lançada em DVD e Blu-ray na região 1 em 7 de setembro de 2010, na região 2 em 18 de outubro de 2010, e na região 4 em 10 de novembro de 2010.

## Elenco

### Principal
| Intérprete      | Personagem      | Episódios |
| --------------- | --------------- | --------- |
| Jared Padalecki | Sam Winchester  | 22        |
| Jared Padalecki | Lúcifer         | 2         |
| Jensen Ackles   | Dean Winchester | 22        |
| Misha Collins   | Castiel         | 14        |

### Recorrente
| Intérprete          | Personagem     | Episódios |
| ------------------- | -------------- | --------- |
| Jim Beaver          | Bobby Singer   | 10        |
| Mark Pellegrino     | Lúcifer        | 5         |
| Rob Benedict        | Chuck Shurley  | 4         |
| Kurt Fuller         | Zacarias       | 4         |
| Mark Sheppard       | Crowley        | 3         |
| Alona Tal           | Jo Harvelle    | 2         |
| Samantha Ferris     | Ellen Harvelle | 2         |
| Richard Speight Jr. | Gabriel        | 2         |
| Cindy Sampson       | Lisa Braeden   | 2         |
| Emily Perkins       | Becky Rosen    | 2         |
| Rachel Miner        | Meg            | 2         |
| Matt Frewer         | Peste          | 2         |
| Steven Williams     | Rufus Turner   | 1         |
| Julie McNiven       | Anna Milton    | 1         |
| Jake Abel           | Adam Milligan  | 1         |
| Jake Abel           | Miguel         | 1         |
| Kim Rhodes          | Jody Mills     | 1         |
| Rachel Miner        | Meg            | 1         |
| Julian Richings     | Morte          | 1         |
| Chad Lindberg       | Ash            | 1         |
| Traci Dinwiddie     | Pamela Barnes  | 1         |
| Titus Welliver      | Guerra         | 1         |
| Demore Barnes       | Rafael         | 1         |
| Jon Gries           | Martin Creaser | 1         |
| Carrie Anne Fleming | Karen Singer   | 1         |
| Roger Aaron Brown   | Josué          | 1         |

## Produção
Com a quinta temporada, os roteiristas acharam mais difícil equilibrar os episódios fechados com o Apocalipse ocorrendo. O criador da série Eric Kripke disse, "... é difícil lidar com o fim do mundo, e na próxima semana o problema é que há uma casa assombrada." Para lidar com isso, eles decidiram seguir a fórmula usada no episódio "The Monster at the End of This Book" da quarta temporada, tendo um episódio fechado que no final se conecta de alguma forma com a mitologia principal da série. Devido ao orçamento da série, a roteirista e co-produtora Sera Gamble brincou que o Apocalipse representado seria como a "versão do K-Mart" e não a "versão de US$ 100 milhões do Senhor dos Anéis". Além disso, a maioria da população geral não está ciente dos eventos, conforme "É uma espécie de zumbido de baixo nível que o indivíduo médio sentado no ônibus ao lado de você não está ciente, mas todos os sinais estão lá: pandemias, catástrofes naturais, genocídio". Sobre os novos aspectos da série, Gamble comentou:
| “ | "Eu acho que as pessoas religiosas e não religiosas podem dizer que temos sinceridade sobre a forma como nós estamos contando. Nós temos o objetivo de entreter. Há uma quantidade razoável de mitologia judaica-cristã, mas não é uma série fundamentalmente religiosa. Nós abrimos espaço para a dúvida." | ” |

Misha Collins, que tinha sido recorrente na temporada anterior como Castiel, foi promovido a regular. Houve rumores de que esta temporada seria a última de Supernatural, porque Kripke tinha dito que ele planejou a série para durar apenas cinco temporadas. No entanto, Kripke disse que estava vendo a quinta temporada como o último capítulo de uma história particular, mas que isso não significava que não poderia haver uma nova história. "Você pode acabar um capítulo de uma grande mitologia e depois começar um novo", disse ele. Desde que os atores principais Jared Padalecki e Jensen Ackles foram contratados para outra temporada, e também devido à boa audiência da série, The CW renovou a série para uma sexta temporada em 16 de fevereiro de 2010. Gamble substituiu Kripke como showrunner.

## Episódios
| Nº em geral | Nº na temporada | Título                                                                      | Diretor(es)     | Escritor(es)                                                      | Exibição                | Audiência |
| --- | --------------- | --------------------------------------------------------------------------- | --------------- | ----------------------------------------------------------------- | ----------------------- | --------- |
| 83 | 1               | "Sympathy for the Devil" "(Simpatia Para o Diabo)"                          | Robert Singer   | Eric Kripke                                                       | 10 de setembro de 2009  | 3.40      |
| APOCALIPSE AGORA - Continuando de onde parou o final da quarta temporada, Dean (Jensen Ackles) e Sam (Jared Padalecki) assistem o Diabo (ator convidado Mark Pellegrino, "Lost") surgir do Inferno. Os irmãos e Bobby (ator convidado Jim Beaver) lidam com as consequências de Lúcifer em ascensão e as notícias impressionantes de Chuck, o Profeta (ator convidado Rob Benedict), que Castiel (Misha Collins) explodiu em pedaços pelos arcanjos. |                 |                                                                             |                 |                                                                   |                         |           |
| 84 | 2               | "Good God, Y'All!" "(Fiquem Com Deus)"                                      | Phil Sgriccia   | Sera Gamble                                                       | 17 de setembro de 2009  | 2.80      |
| É ISSO O FIM - Castiel (Misha Collins) diz a Sam (Jared Padalecki) e Dean (Jensen Ackles) que ele vai procurar por Deus, que será capaz de derrotar Lúcifer. Um velho amigo caçador de Bobby (ator convidado Jim Beaver), Rufus (ator convidado Steven Williams), está em pânico com os demônios que atacam sua cidade e pede ajuda a Bobby. Sam e Dean chegam à cidade e percebem que há um feitiço sobre os habitantes da cidade, fazendo-os alucinarem que são demônios e fazendo com que matem um ao outro. |                 |                                                                             |                 |                                                                   |                         |           |
| 85 | 3               | "Free to Be You and Me" "(Livres Para Voar)"                                | J. Miller Tobin | Jeremy Carver                                                     | 24 de setembro de 2009  | 2.66      |
| ESTRELANDO ADRIANNE PALICKI - Não tendo certeza de que ele confia mais em si mesmo, Sam (Jared Padalecki) decide desistir de caçar, mas um visitante tarde da noite (atriz convidada Adrianne Palicki) não vai deixá-lo fora tão facilmente. Dean (Jensen Ackles), com a intenção de parar o Apocalipse, continua caçando sozinho e se junta a Castiel (Misha Collins) para encontrar o Arcanjo Rafael, pois Castiel acredita que ele sabe a localização de Deus. |                 |                                                                             |                 |                                                                   |                         |           |
| 86 | 4               | "The End" "(Fim)"                                                           | Steve Boyum     | Ben Edlund                                                        | 1 de outubro de 2009    | 2.62      |
| DOIS DEAN WINCHESTERS? - Sam (Jared Padalecki) diz a Dean (Jensen Ackles) que quer se juntar a ele na batalha do Apocalipse, mas Dean diz a Sam que eles estão melhor separados. Mais tarde, Dean acorda cinco anos no futuro em uma cidade abandonada e é atacado por seres humanos que foram infectados com um vírus demoníaco que transforma seres humanos em zumbis. Zacarias (ator convidado Kurt Fuller) aparece para Dean e explica que este é o mundo que existe como resultado de Dean dizer não para ajudar os anjos a lutar contra Lúcifer. Dean se encontra com o futuro Dean, que lhe diz que o vírus é o plano do diabo para destruir a humanidade. Misha Collins também estrela.                                                    |                 |                                                                             |                 |                                                                   |                         |           |
| 87 | 5               | "Fallen Idols" "(Ídolos Caídos)"                                            | James L. Conway | Julie Siege                                                       | 8 de outubro de 2009    | 2.47      |
| ESTRELANDO PARIS HILTON - Sam (Jared Padalecki) e Dean (Jensen Ackles) decidem começar a caçar juntos novamente e seu primeiro caso os leva a uma pequena cidade cujos habitantes estão sendo mortos por famosos ícones mortos como Abraham Lincoln e o carro de James Dean. No entanto, depois de duas garotas adolescentes se apresentarem e alegarem que sua amiga foi sequestrada por Paris Hilton (com uma participação especial), os irmãos não sabem mais o que estão caçando. |                 |                                                                             |                 |                                                                   |                         |           |
| 88 | 6               | "I Believe the Children Are Our Future" "(As Crianças São O Futuro)"        | Charles Beeson  | Andrew Dabb & Daniel Loflin                                       | 15 de outubro de 2009   | 2.59      |
| CONTOS DE FADAS SÃO VERDADEIROS - Sam (Jared Padalecki) e Dean (Jensen Ackles) investigam uma série de assassinatos estranhos que se assemelham estranhamente a contos de fadas e lendas urbanas. Os irmãos localizam um garoto de 11 anos chamado Jesse (ator convidado Gattlin Griffith) e percebem que o que Jesse acredita está se tornando realidade. Castiel (Misha Collins) diz a Sam e Dean que Jesse é uma séria ameaça e precisa ser eliminado. |                 |                                                                             |                 |                                                                   |                         |           |
| 89 | 7               | "The Curious Case of Dean Winchester" "(O Curioso Caso De Dean Winchester)" | Robert Singer   | História por: Sera Gamble & Jenny Klein Roteiro por: Sera Gamble  | 29 de outubro de 2009   | 2.90      |
| DEAN ESTÁ VELHO! - Sam (Jared Padalecki) e Dean (Jensen Ackles) descobrem que uma bruxa (atriz convidada Hal Ozsan) está comandando um jogo de pôquer de apostas altas, em que a moeda é anos de vida versus dinheiro. Bobby (Jim Beaver) vê o jogo como uma chance de sair da cadeira de rodas e aposta 25 anos, mas perde. Como Bobby começa a envelhecer rapidamente, Dean intervém para salvá-lo, mas também acaba se transformando em um homem velho, deixando Sam com a responsabilidade de salvá-lo. |                 |                                                                             |                 |                                                                   |                         |           |
| 90 | 8               | "Changing Channels" "(Trocando de Canal)"                                   | Charles Beeson  | Jeremy Carver                                                     | 5 de novembro de 2009   | 2.65      |
| SAM E DEAN FICAM PRESOS NO INFERNO DA TV - O Brincalhão (ator convidado Richard Speight Jr.) lança Sam (Jared Padalecki) e Dean (Jensen Ackles) em um universo alternativo onde eles são personagens de diferentes séries de televisão, incluindo um sexy programa médico, um game show japonês, um show forense e uma comédia. Os irmãos percebem que a única maneira de sair deste mundo é brincar e se tornar os personagens dos shows. No entanto, Castiel (Misha Collins) aparece e avisa que este universo é perigoso e eles devem sair antes de ficarem presos. |                 |                                                                             |                 |                                                                   |                         |           |
| 91 | 9               | "The Real Ghostbusters" "(Os Verdadeiros Caça-Fantasmas)"                   | James L. Conway | História por: Nancy Weiner Roteiro por: Eric Kripke               | 12 de novembro de 2009  | 2.69      |
| UMA CONVENÇÃO SOBRENATURAL! - A super fã Becky (atriz convidada Emily Perkins) usa o telefone de Chuck para fazer Sam (Jared Padalecki) e Dean (Jensen Ackles) participarem de uma convenção de fãs de Supernatural, com fãs vestidos como Sam e Dean. Uma das atividades é um RPG de ação ao vivo, mas as coisas rapidamente azedam depois que um fantasma real aparece na cena. |                 |                                                                             |                 |                                                                   |                         |           |
| 92 | 10              | "Abandon All Hope..." "(Abandone a Esperança)"                              | Phil Sgriccia   | Ben Edlund                                                        | 19 de novembro de 2009  | 2.51      |
| SAM E DEAN ENFRENTAM LÚCIFER - Sam (Jared Padalecki), Dean (Jensen Ackles) e Castiel (Misha Collins) acham o Colt e partem para encontrar Lúcifer (ator convidado Mark Pelligreno) para mandá-lo de volta ao inferno. É uma reunião de caçadores quando a equipe une forças com Bobby (ator convidado Jim Beaver), Ellen (atriz convidada Samantha Ferris) e Jo (atriz convidada Alona Tal) para o que pode ser sua última noite na Terra. |                 |                                                                             |                 |                                                                   |                         |           |
| 93 | 11              | "Sam, Interrupted" "(Sam, Interrompido)"                                    | James L. Conway | Andrew Dabb & Daniel Loflin                                       | 21 de janeiro de 2010   | 2.79      |
| SAM E DEAN VERIFICAM UM HOSPITAL PSIQUIÁTRICO - Um ex-caçador chamado Martin (ator convidado Jon Gries), atualmente institucionalizado, liga para Sam (Jared Padalecki) e Dean (Jensen Ackles) para ajudar na investigação de um caso no hospital psiquiátrico. Os irmãos são admitidos como pacientes para verificar o misterioso monstro que está atacando os pacientes, mas o encarceramento deles empurra ambos para o ponto de ruptura enquanto eles liberam seus demônios internos uns contra os outros. |                 |                                                                             |                 |                                                                   |                         |           |
| 94 | 12              | "Swap Meat" "(Troca de Corpos)"                                             | Robert Singer   | Andrew Dabb & Daniel Loflin                                       | 28 de janeiro de 2010   | 2.65      |
| O CORPO DE SAM! - Gary (ator convidado Colton James), um adolescente nerd, conjura um feitiço de mudança de corpo e troca de corpo com Sam (Jared Padalecki). Emocionado por seu novo corpo bonito e construído, Gary (agora Sam) investiga um caso com Dean (Jensen Ackles) e aproveita sua boa aparência e idade para pegar mulheres e ficar bêbado. Enquanto isso, Sam está preso no corpo adolescente de Gary, lidando com pais intrusivos e ensino médio. |                 |                                                                             |                 |                                                                   |                         |           |
| 95 | 13              | "The Song Remains the Same" "(Sempre a Mesma Canção)"                       | Steve Boyum     | Sera Gamble & Nancy Weiner                                        | 4 de fevereiro de 2010  | 2.28      |
| JOHN WINCHESTER ESTÁ DE VOLTA - Os anjos mandam Anna (atriz Julie McNiven) de volta no tempo para matar John (ator convidado Matthew Cohen) e Mary (atriz convidada Amy Gumenick) Winchester antes que eles possam conceber Sam (Jared Padalecki) sabendo que se Sam nunca nascer, Lucifer nunca poderia usá-lo como casca. Castiel (Misha Collins) manda Sam e Dean (Jensen Ackles) de volta para 1978 para que eles possam parar Anna, e os dois irmãos se reencontram com seus pais. Mary reconhece Dean como um caçador desde que ele a visitou no passado uma vez antes, mas tenta manter a verdade de John. |                 |                                                                             |                 |                                                                   |                         |           |
| 96 | 14              | "My Bloody Valentine" "(Amores Sangrentos)"                                 | Mike Rohl       | Ben Edlund                                                        | 11 de fevereiro de 2010 | 2.51      |
| APARÊNCIA DE CUPIDO - Castiel (Misha Collins) ajuda Sam (Jared Padalecki) e Dean (Jensen Ackles) a caçar um Cupido (ator convidado Lex Medlin) no Dia dos Namorados, depois que pessoas da cidade começam a se matar por amor. No entanto, depois que o Cupido diz que é inocente, eles descobrem que Fome (ator convidado James Otis), um dos Quatro Cavaleiros do Apocalipse, chegou à cidade. |                 |                                                                             |                 |                                                                   |                         |           |
| 97 | 15              | "Dead Men Don't Wear Plaid" "(Os Mortos Pedem Vingança)"                    | John Showalter  | Jeremy Carver                                                     | 25 de março de 2010     | 2.95      |
| A ESPOSA DE BOBBY! - Sam (Jared Padalecki) e Dean (Jensen Ackles) investigam a cidade natal de Bobby, onde os mortos estão se levantando do túmulo, mas ao invés de atacar humanos, eles estão se reunindo alegremente com suas famílias. Os irmãos se voltam para Bobby (ator convidado Jim Beaver) em busca de ajuda, mas ele diz para eles não se preocuparem com isso e saírem da cidade. Suspeitando de algo, Dean investiga e fica cara a cara com a esposa morta de Bobby (atriz convidada Carrie Anne Fleming) que não tem nenhuma lembrança do que aconteceu com ela. Uma vez que os zumbis começam a se tornar malignos, os garotos dizem a Bobby que ele tem que matar sua esposa, mas ele se recusa.                                   |                 |                                                                             |                 |                                                                   |                         |           |
| 98 | 16              | "Dark Side of the Moon" "(O Lado Escuro da Lua)"                            | Jeff Woolnough  | Andrew Dabb & Daniel Loflin                                       | 1 de abril de 2010      | 2.40      |
| SAM E DEAN SÃO MORTOS E VÃO PARA O CÉU - Emboscados por caçadores furiosos, Sam (Jared Padalecki) e Dean (Jensen Ackles) são baleados e mortos e são enviados para o céu. Castiel (Misha Collins) avisa a Dean que Zacarias (ator convidado Kurt Fuller) está procurando por eles no Céu, então eles precisam se calar enquanto procuram por um anjo chamado Josué (ator convidado Roger Aaron Brown) que pode ajudá-los pois ele fala diretamente com Deus. Enquanto procuravam por Josué, os irmãos se deparam com velhos amigos e familiares. |                 |                                                                             |                 |                                                                   |                         |           |
| 99 | 17              | "99 Problems" "(99 Problemas)"                                              | Charles Beeson  | Julie Siege                                                       | 8 de abril de 2010      | 2.78      |
| SAM E DEAN VÃO PARA UMA CIDADE RELIGIOSA - Sam (Jared Padalecki) e Dean (Jensen Ackles) são superados por demônios, mas são salvos no último minuto por Rob (ator convidado Michael Shanks) e seus amigos, que estão cientes do Apocalipse, e estão treinando para lutar e matar demônios. A pequena cidade é muito religiosa e Sam e Dean se encontram com o pastor Gideon (ator convidado Larry Poindexter), que os apresenta a sua filha Leah (atriz convidada Kayla Mae Maloney), a quem ele diz ser um profeta. Leah diz às pessoas da cidade que devem obedecer a suas ordens se quiserem um lugar no Céu, mas quando ela começa a virar as pessoas da cidade umas contra as outras em nome do Senhor, os irmãos percebem que devem matá-la. |                 |                                                                             |                 |                                                                   |                         |           |
| 100 | 18              | "Point of No Return" "(Caminho Sem Volta)"                                  | Phil Sgriccia   | Jeremy Carver                                                     | 15 de abril de 2010     | 2.45      |
| O 100º EPISÓDIO DE SUPERNATURAL TRAZ UM VELHO AMIGO E UM SACRIFÍCIO - Dean (Jensen Ackles) começa a pensar que a única maneira de impedir Lúcifer é dizer sim a Miguel, mas os anjos decidem que não precisam mais dele. Dean, Sam (Jared Padalecki) e Castiel (Misha Collins) ficam horrorizados com o novo plano de ação dos anjos e enfrentam Zacarias (ator convidado Kurt Fuller) para evitar uma guerra total na Terra. Enquanto isso, um rosto familiar retorna. |                 |                                                                             |                 |                                                                   |                         |           |
| 101 | 19              | "Hammer of the Gods" "(O Martelo dos Deuses)"                               | Rick Bota       | História por: David Reed Roteiro por: Andrew Dabb & Daniel Loflin | 22 de abril de 2010     | 2.82      |
| LÚCIFER RETORNA - Sam (Jared Padalecki) e Dean (Jensen Ackles) são sequestrados por um grupo de deuses, incluindo Kali (estrela convidada Rekha Sharma), Ganesh (ator convidado Keith Blackman Dallas) e Baldur (ator convidado Adam Croasdell) e mantidos reféns em um pequeno hotel. Os deuses querem usar Sam e Dean como barganha para parar o Apocalipse, mas Gabriel (ator convidado Richard Speight Jr.) aparece e avisa que, se Lúcifer (ator convidado Mark Pellegrino) os encontrar, ele os matará. |                 |                                                                             |                 |                                                                   |                         |           |
| 102 | 20              | "The Devil You Know" "(O Diabo Conhecido)"                                  | Robert Singer   | Ben Edlund                                                        | 29 de abril de 2010     | 2.38      |
| SAM E DEAN ENFRENTAM OS CAVALEIROS - O demônio Crowley (ator convidado Mark Sheppard) diz a Sam (Jared Padalecki) e Dean (Jensen Ackles) que ele pode ajudá-los a encontrar os anéis restantes dos cavaleiros para que possam prender Lúcifer. Os irmãos duvidam até que Crowley os leve até Brady (ator convidado Eric Johnson), um demônio que é responsavel por Peste (ator convidado Matt Frewer) e Morte. |                 |                                                                             |                 |                                                                   |                         |           |
| 103 | 21              | "Two Minutes to Midnight" "(Dois Minutos Para Meia-Noite)"                  | Phil Sgriccia   | Sera Gamble                                                       | 6 de maio de 2010       | 2.53      |
| BOBBY VENDE SUA ALMA PARA AJUDAR A PARAR O APOCALIPSE / DEAN FICA CARA A CARA COM MORTE - Crowley (estrela convidada Mark Sheppard) diz a Bobby (ator convidado Jim Beaver) que ele lhe dará a localização de Morte (ator convidado Julian Richings), o quarto cavaleiro, em troca de sua alma. Sabendo que Sam (Jared Padalecki) e Dean (Jensen Ackles) precisam do quarto cavaleiro para parar o Apocalipse, Bobby relutantemente concorda. Sam e Dean enfrentam Peste (ator convidado Matt Frewer), mas ele lança um vírus mortal sobre eles, então Castiel (Misha Collins) deve intervir em seu favor. Dean tem uma reunião com Morte para discutir sobre Lucifer, e uma aliança profana é formada a um preço muito alto para Dean.            |                 |                                                                             |                 |                                                                   |                         |           |
| 104 | 22              | "Swan Song" "(Canção do Cisne)"                                             | Steve Boyum     | História por: Eric Gewitz Roteiro por: Eric Kripke                | 13 de maio de 2010      | 2.84      |
| O APOCALIPSE - A temporada inteira tem levado ao confronto entre o bem e o mal. Com o Apocalipse se aproximando, Sam (Jared Padalecki) e Dean (Jensen Ackles) percebem que estão sem opções e tomam decisões que irão mudar suas vidas para sempre. |                 |                                                                             |                 |                                                                   |                         |           |